# Mailly-Raineval
 Mailly-Raineval  es una población y comuna francesa, en la región de Picardía, departamento de Somme, en el distrito de Montdidier y cantón de Ailly-sur-Noye.

## Demografía
| 106 | 127 | 96 | 111 | 174 | 195 |
| Para los censos de 1962 a 1999 la población legal corresponde a la población sin duplicidades (Fuente: INSEE [Consultar]) |     |    |     |     |     |